# 일본 개요
일본 소개를 위해 정리한 개요이다.
일본은 태평양에 위치한 동아시아의 섬나라이다. 대한민국, 조선민주주의인민공화국, 중화인민공화국, 러시아에 접한 동해 동쪽에 위치해 있다. 일본의 국호는 한자로 '태양이 떠오르는 곳'이라는 의미이다. 일본 열도는 6,852개의 섬으로 이루어져 있다. 일본은 혼슈, 큐슈, 홋카이도, 시코쿠라는 4개의 섬으로 이루어져있다.

## 기본 정보
- 통상 자칭 지명: 일본어: 日本 니혼, 닛폰[*]
- 공식 국호: 일본어: 日本国 니혼코쿠, 닛폰코쿠[*]
- 일본의 국호
- ISO 국가 표준: JP, JPN, 392
- ISO 지역 표준: ISO 3166-2:JP
- 국가 코드 최상위 도메인: .jp

## 일본의 지리

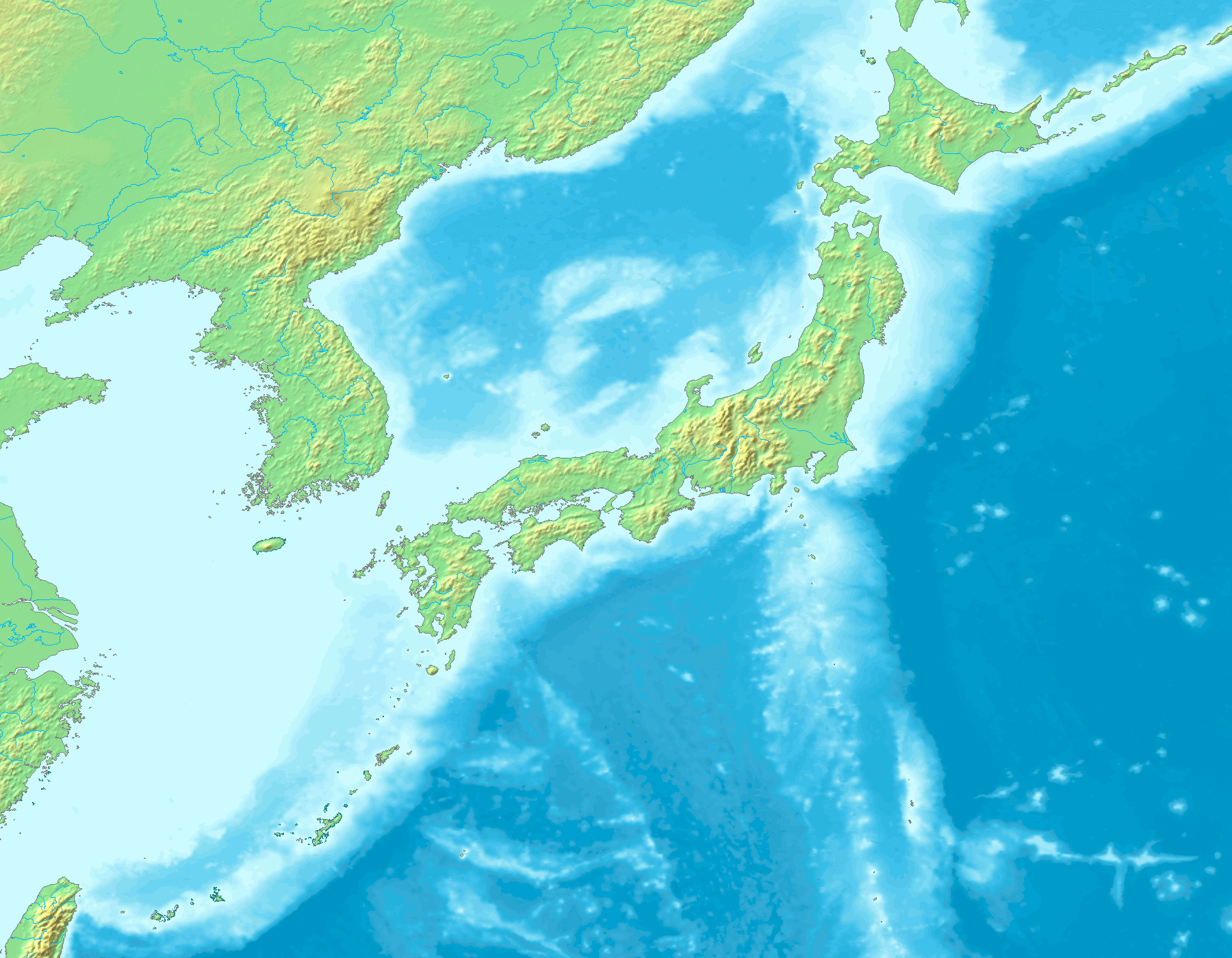
일본 지형도

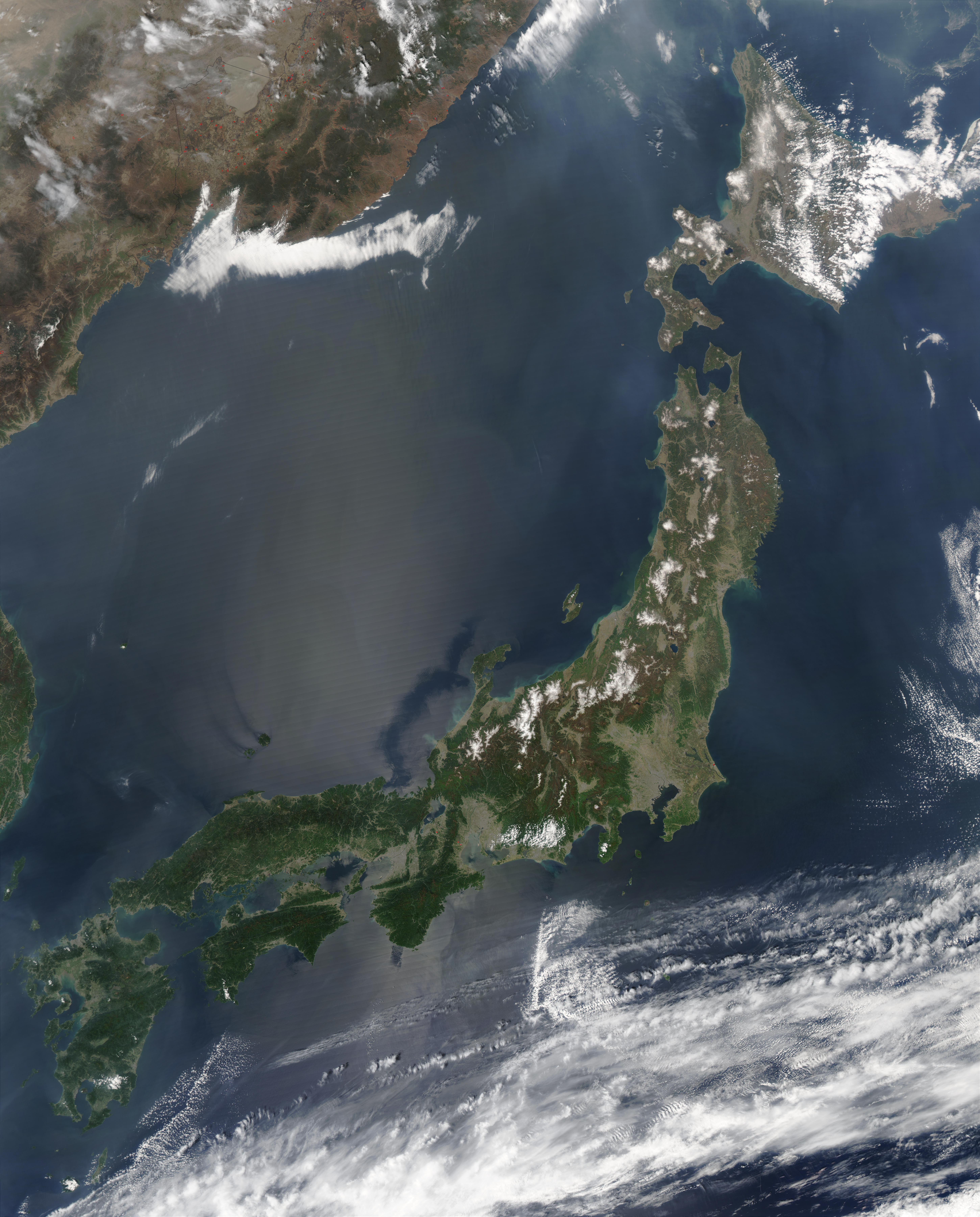
일본 위성 사진

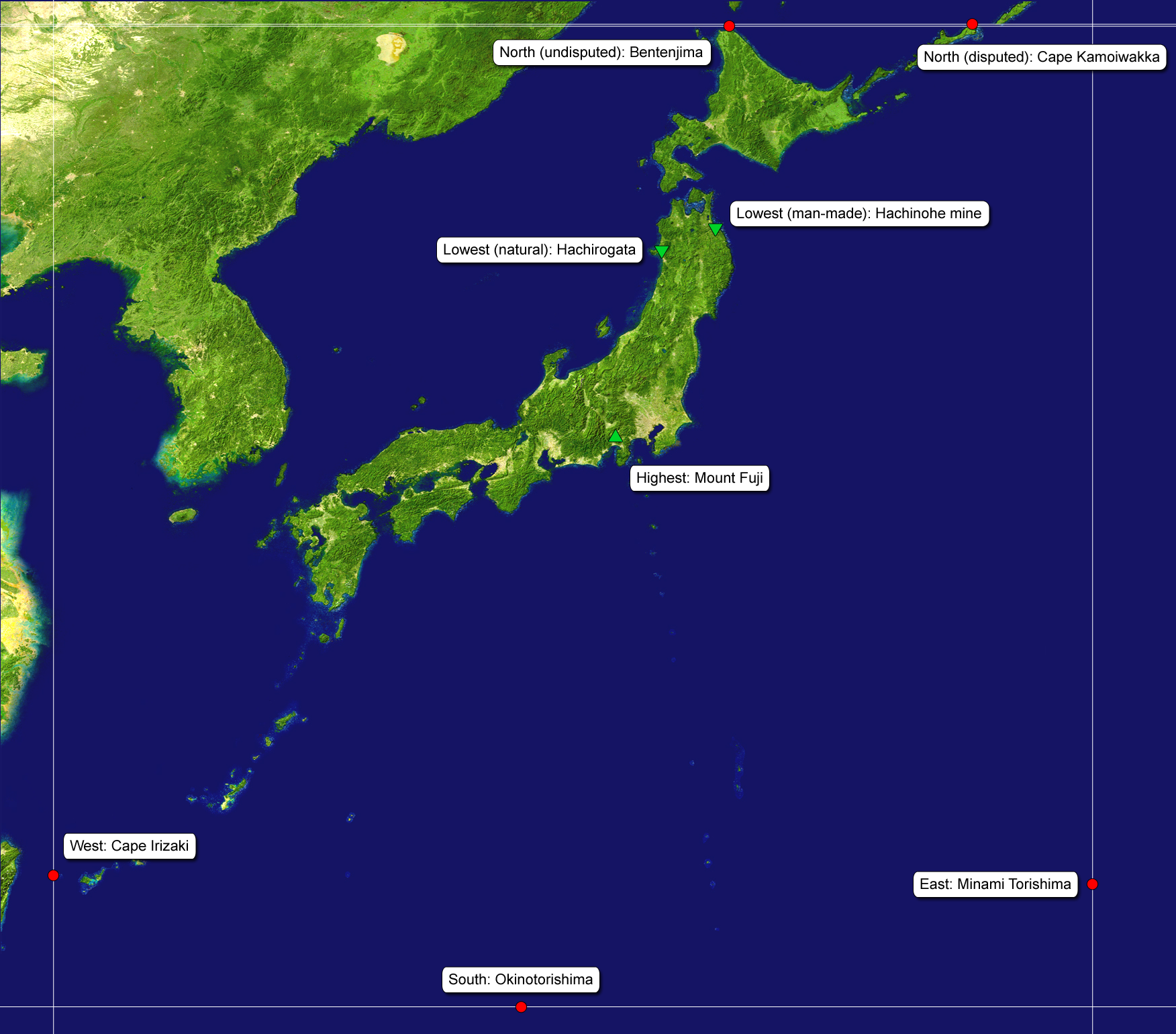
일본의 극점들의 위치

- 일본은 4개의 섬으로 이루어진 섬나라로, J자 형태를 하고 있다.[1]
- 위치:
  - 북반구, 동반구
    - 아시아
      - 동아시아[2]

  - 시간대: 일본 표준시(UTC+09)
  - 일본의 극점
    - 최고점: 후지산 3,776m
    - 최저점: 하치로호 -4m

  - 지상 국경: 없음
  - 해안선: 29,751km
- 일본의 인구: 127,433,494명 - 세계 10위
- 일본의 영토: 377,873km2 - 세계 62위
- 일본의 국립공원

### 일본의 지형
- 일본백명산
- 일본 삼경
- 일본의 세계유산

### 일본의 지역
일본의 4대 섬:
- 혼슈
- 홋카이도
- 규슈
- 시코쿠

일본의 주요 지역들:
- 홋카이도 지방 - 홋카이도와 주변 도서, 최대 도시 삿포로시
- 도호쿠 지방 - 혼슈 북부, 최대 도시 센다이시
- 간토 지방 - 혼슈 동부, 최대 도시 도쿄도
- 주부 지방 - 혼슈 중부
  - 호쿠리쿠 지방 - 주부 북서부
  - 고신에쓰 지방 - 주부 북동부
  - 도카이 지방 - 주부 남부
- 긴키 지방 또는 간사이 지방 - 혼슈 중서부 , 최대 도시 오사카부
- 주고쿠 지방 - 혼슈 서부, 최대 도시 히로시마시
- 시코쿠 지방 - 시코쿠, 최대 도시 마쓰야마시
- 규슈 지방 - 규슈, 최대 도시 후쿠오카시
  - 류큐 제도와 오키나와현

### 도도부현
- 도도부현
  - 지청
    - 시정촌

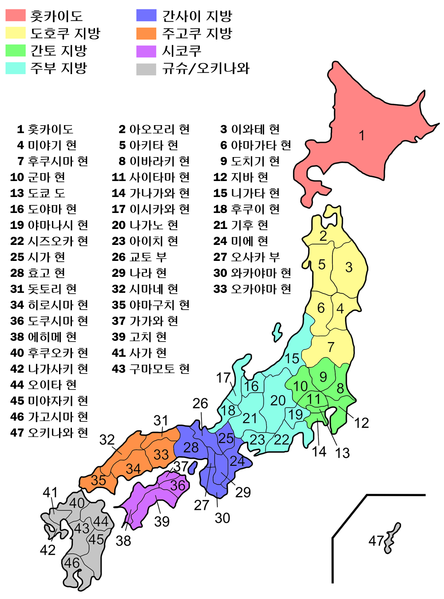
ISO 3166-2:JP 순서로 나열한 도도부현

북쪽에서 남쪽으로, ISO 3166-2:JP 순으로 나열하면 다음과 같다:
| 홋카이도 1. 홋카이도 도호쿠 2. 아오모리현 3. 이와테현 4. 미야기현 5. 아키타현 6. 야마가타현 7. 후쿠시마현 간토 8. 이바라키현 9. 도치기현 10. 군마현 11. 사이타마현 12. 지바현 13. 도쿄도 14. 가나가와현 | 주부 15. 니가타현 16. 도야마현 17. 이시카와현 18. 후쿠이현 19. 야마나시현 20. 나가노현 21. 기후현 22. 시즈오카현 23. 아이치현 긴키 24. 미에현 25. 시가현 26. 교토부 27. 오사카부 28. 효고현 29. 나라현 30. 와카야마현 | 주고쿠 31. 돗토리현 32. 시마네현 33. 오카야마현 34. 히로시마현 35. 야마구치현 시코쿠 36. 도쿠시마현 37. 가가와현 38. 에히메현 39. 고치현 규슈와 오키나와 40. 후쿠오카현 41. 사가현 42. 나가사키현 43. 구마모토현 44. 오이타현 45. 미야자키현 46. 가고시마현 47. 오키나와현 |

### 일본의 도시
- 일본의 도시 목록
  - 일본의 수도: 도쿄도
  - 정령지정도시
  - 일본의 도시권

## 일본의 정치

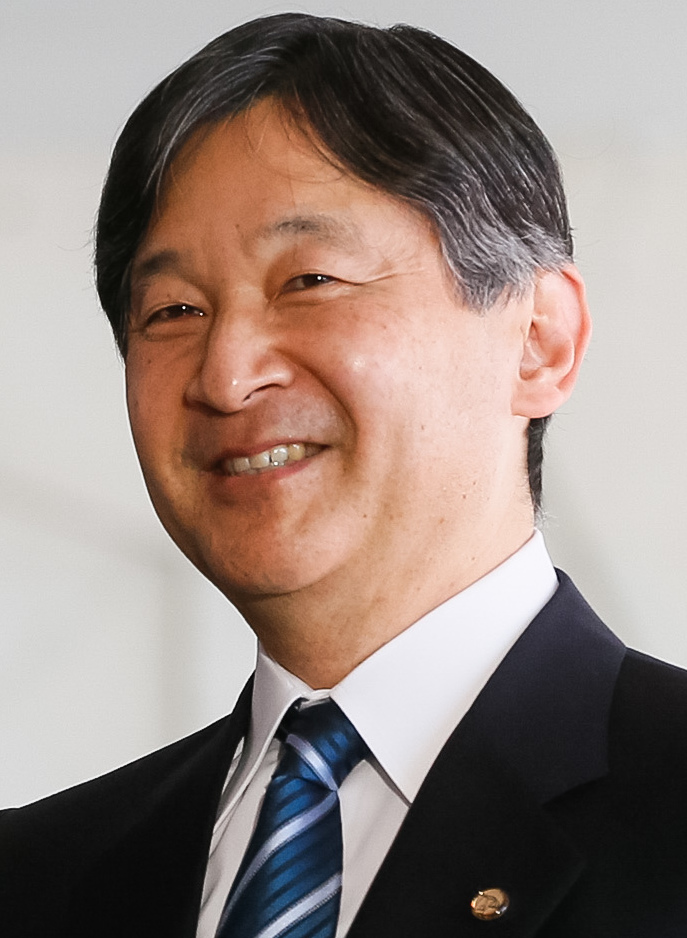
제126대 천황(금상천황) 나루히토

- 정부 형태: 간접 민주주의 다수 정당 의원내각제 입헌군주국
- 일본의 수도: 도쿄도
- 일본의 선거
- 일본 황실
  - 황실전범
  - 일본 궁내청
- 독립행정법인
- 일본의 정당
- 일본의 정치극단주의

### 행정부
- 국가의 상징: 아키히토 천황
  - 역대 일본 천황

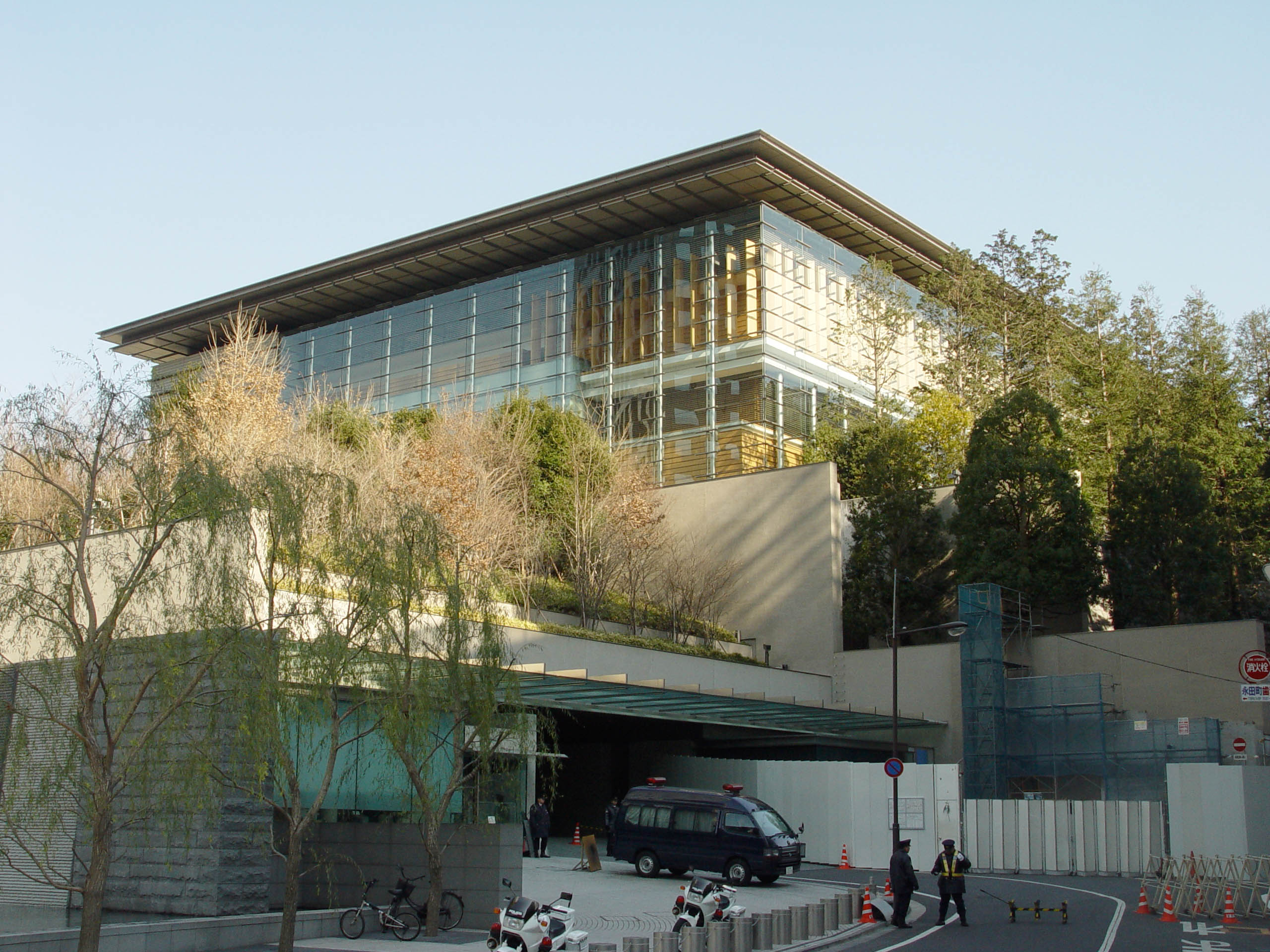
총리대신 관저

- 정부 수반: 기시다 후미오 내각총리대신
  - 총리대신 관저
  - 일본의 역대 내각총리대신
- 일본 내각
- 일본의 행정기관
  - 일본 국가공안위원회
  - 일본 총무성
  - 일본 법무성
  - 일본 외무성
  - 일본 재무성
  - 일본 문부과학성
  - 일본 후생노동성
  - 일본 농림수산성
  - 일본 경제산업성
  - 일본 국토교통성
  - 일본 환경성
  - 일본 방위성

### 입법부

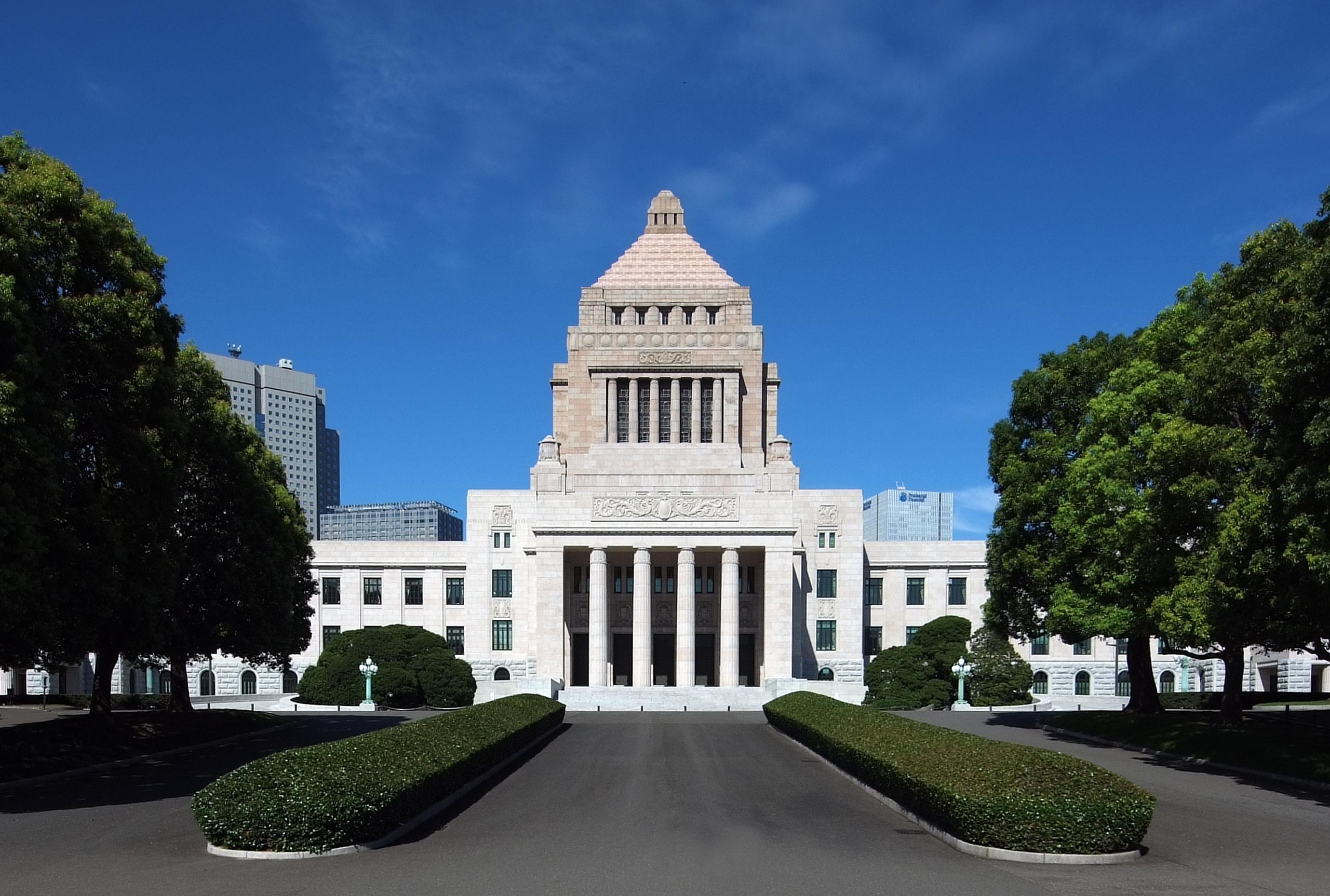
국회의사당

- 참의원
- 중의원
- 국회의사당

### 사법부
- 최고재판소

### 일본의 대외 관계
- 일본의 재외공관 목록
- 비핵 3원칙
- 일본의 포경

#### 일본이 가입한 국제 기구
일본은 다음 국제 기구들의 회원국이다:
- 경제협력개발기구
- 국제 개발 협회
- 국제결제은행
- 국제 금융 공사
- 국제 노동 기구
- 국제노동조합연합
- 국제 농업 개발 기금
- 국제 민간 항공 기구
- 국제부흥개발은행
- 국제 상업 회의소
- 국제 수로 기구
- 국제 에너지 기구
- 국제 올림픽 위원회
- 국제 원자력 기구
- 국제 의회 연맹
- 국제이주기구
- 국제 적십자사·적신월사 연맹
- 국제 적십자·적신월 운동
- 국제전기통신연합
- 국제 통화 기금
- 국제 표준화 기구
- 국제해사기구
- 국제형사경찰기구
- 국제형사재판소
- 남아시아 지역 협력 연합 (참관국)
- 다자간 투자 보증 기구
- 동남아시아 국가 연합 (아세안+3)
- 동아시아 정상회의
- 라틴 아메리카 통합 연합
- 만국 우편 연합
- 미주 기구 (참관국)
- 미주개발은행
- 상설중재재판소
- 세계 관광 기구
- 세계 관세 기구
- 세계 기상 기구
- 세계노동연합
- 세계노동조합연맹
- 세계무역기구
- 세계보건기구
- 세계 지식 재산권 기구
- 식량 농업 기구
- 아시아 개발 은행
- 아시아 태평양 경제협력체
- 아프리카 개발 은행
- 오스트레일리아 그룹
- 유럽 부흥 개발 은행
- 유럽 안보 협력 기구 (협력국)
- 유럽 입자 물리 연구소 (참관국)
- 유럽 평의회 (참관국)
- 유네스코
- 유엔
- 유엔 난민 기구
- 유엔 무역 개발 회의
- 유엔 산업 개발 기구
- 유엔 팔레스타인 난민 구호 사업 기구
- G7
- G8
- G10
- G20
- 콜롬보 계획
- 태평양 제도 포럼 (협력국)
- 파리 클럽
- 화학 무기 금지 기구

### 일본의 법률과 제도

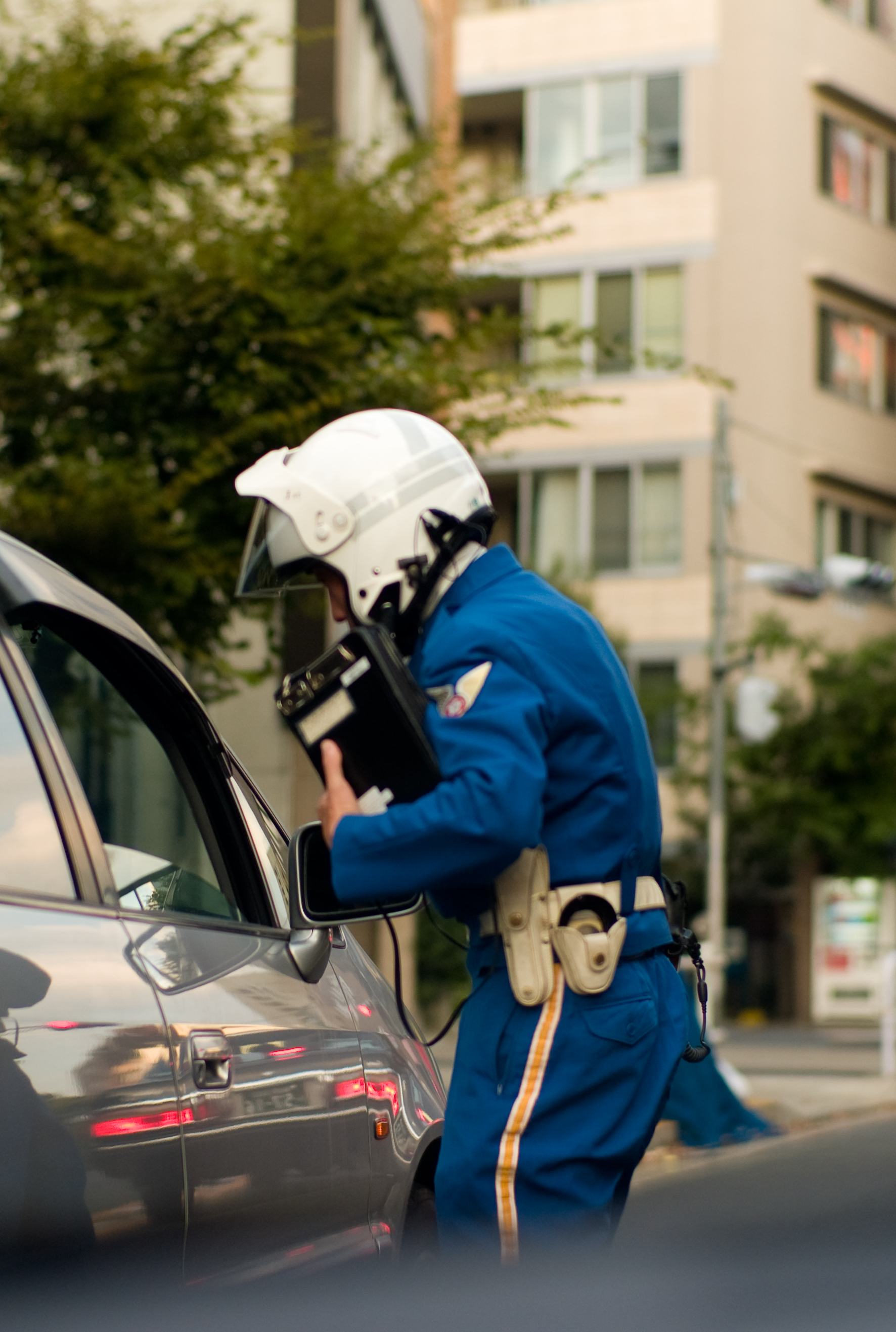
일본의 교통경찰

- 일본국 헌법
- 일본의 사형제
- 일본의 범죄와 치안
  - 야쿠자
- 일본의 경찰

### 일본의 국방
- 육상자위대
- 해상자위대
- 항공자위대
- 비핵 3원칙
- 일본의 군사사

## 일본의 역사
- 일본의 내셔널리즘
- 일본의 군사사
  - 사무라이
  - 막부
  - 닌자
  - 태평양 전쟁
    - 진주만 공격
    - 가미카제
    - 히로시마·나가사키 원자폭탄 투하
    - 일본의 항복
    - 일본의 군정기

### 일본사 시대 구분

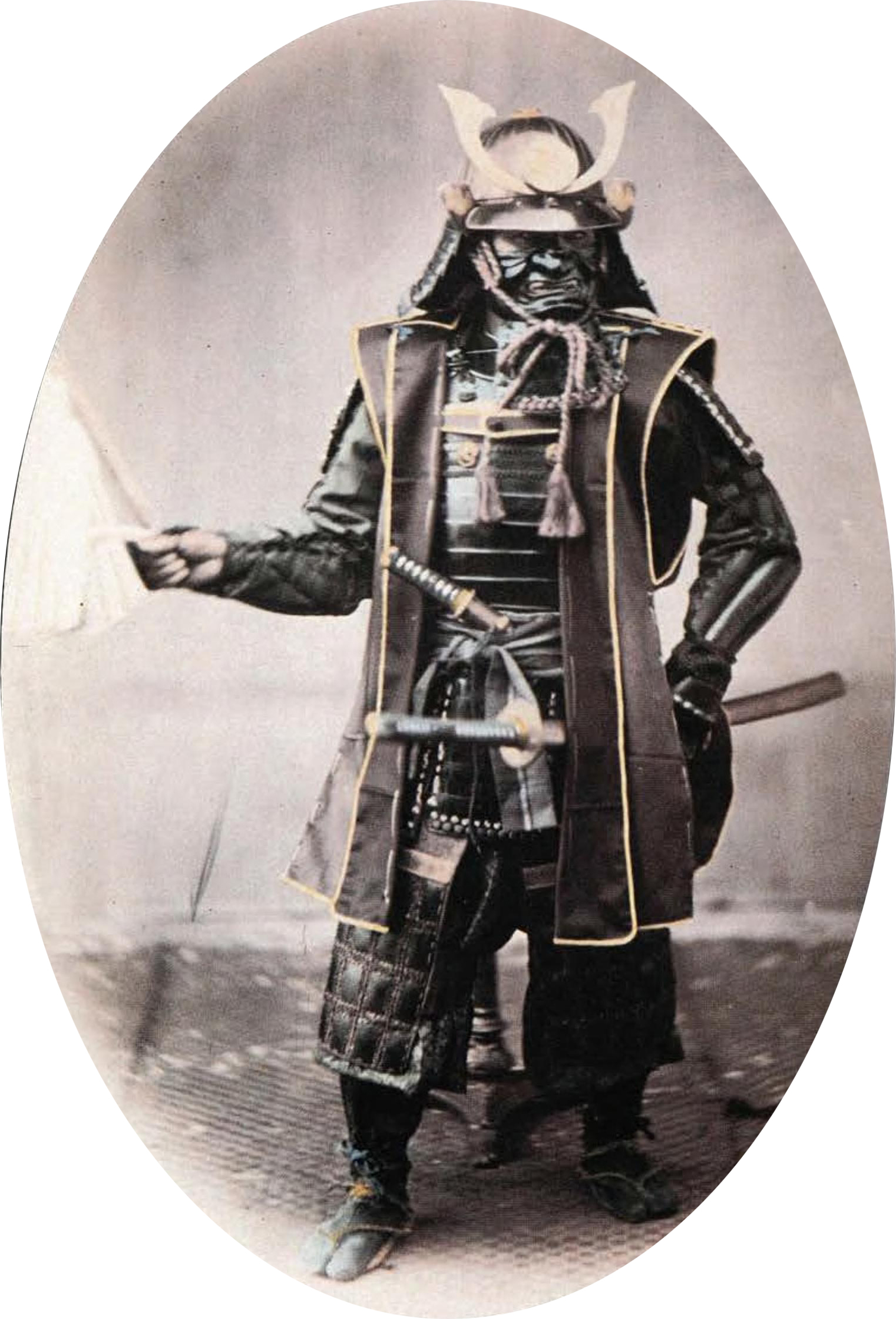
갑옷을 입은 사무라이

- 일본의 구석기 시대
- 조몬 시대
- 야요이 시대
- 고훈 시대
- 아스카 시대
- 나라 시대
- 헤이안 시대
- 가마쿠라 시대
  - 원나라의 일본 원정
  - 겐무 신정
- 무로마치 시대
  - 난보쿠초 시대
  - 센고쿠 시대
- 아즈치모모야마 시대
  - 남만무역
- 에도 시대
  - 막말
- 메이지 시대
  - 메이지 유신
- 다이쇼 시대
- 쇼와 시대
  - 태평양 전쟁
  - 일본의 군정기
  - 전후 쇼와 시대
- 헤이세이 시대

## 일본의 문화

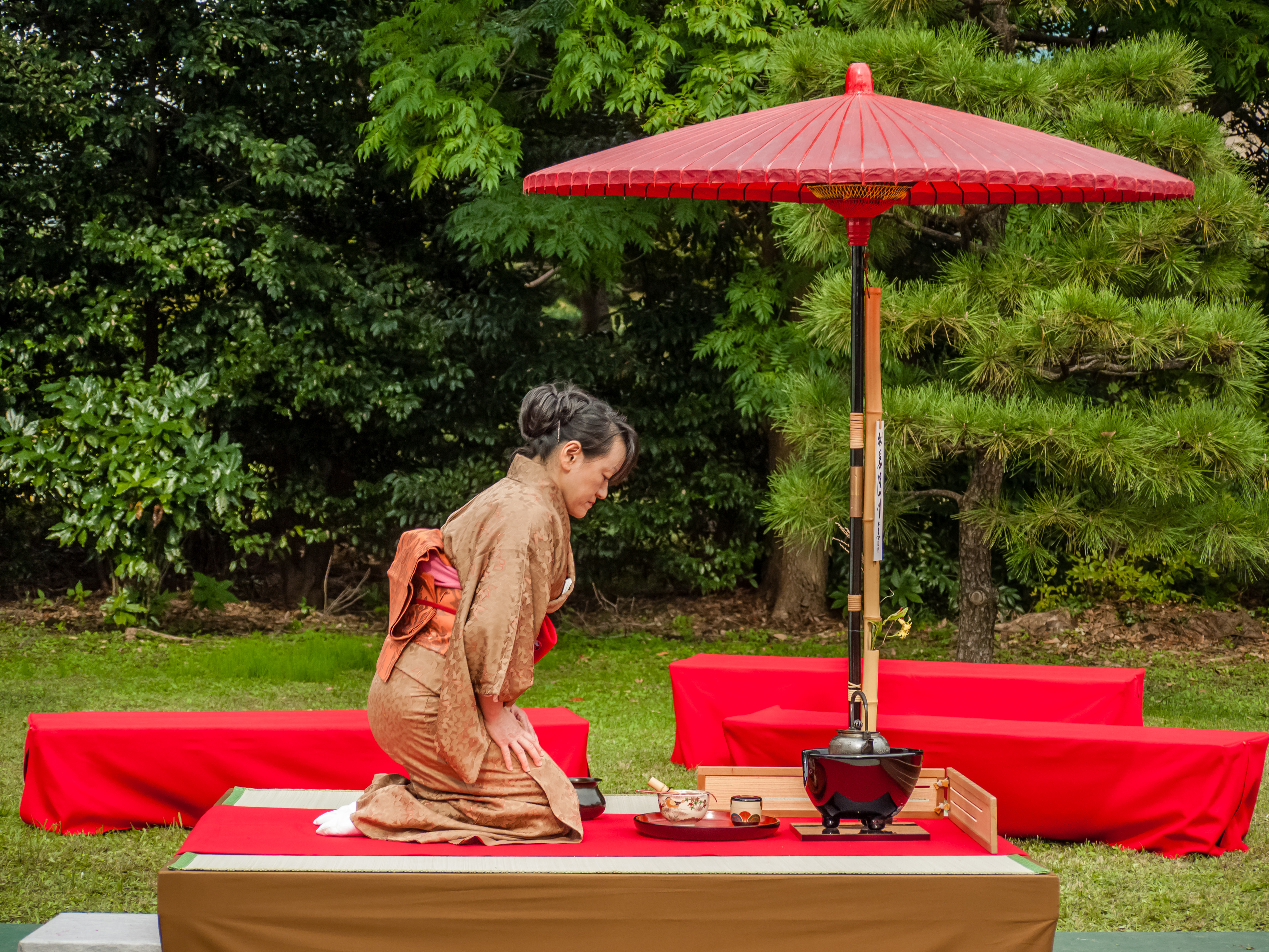
다도

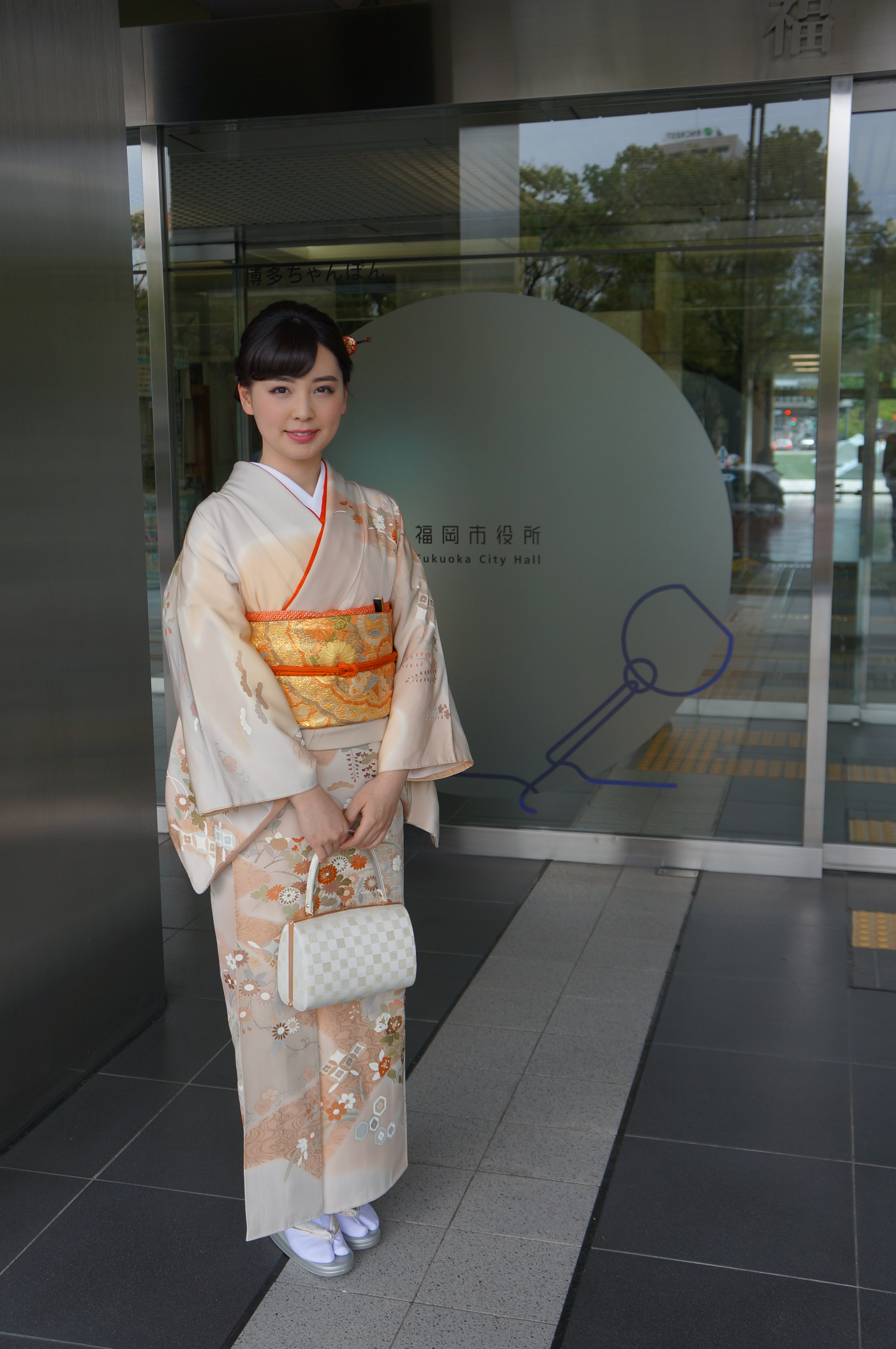
후쿠오카 시청에서 기모노를 입은 여성

- 다도
- 일본의 휴대전화 문화
- 일본 철학
- 삼종신기
- 일본의 국기
- 국화문장
- 일본의 국가
- 일본의 국보
- 일본의 세계유산
- 일본의 온천
  - 센토
- 가와이
- 일본의 성매매
- 일본의 흡연

### 일본의 문화적 상징
- 게이샤
- 가라테
- 기모노
- 닌자
- 벚꽃
- 분재
- 스모
- 욱일기
- 일본 정원
- 초밥

### 일본의 건축

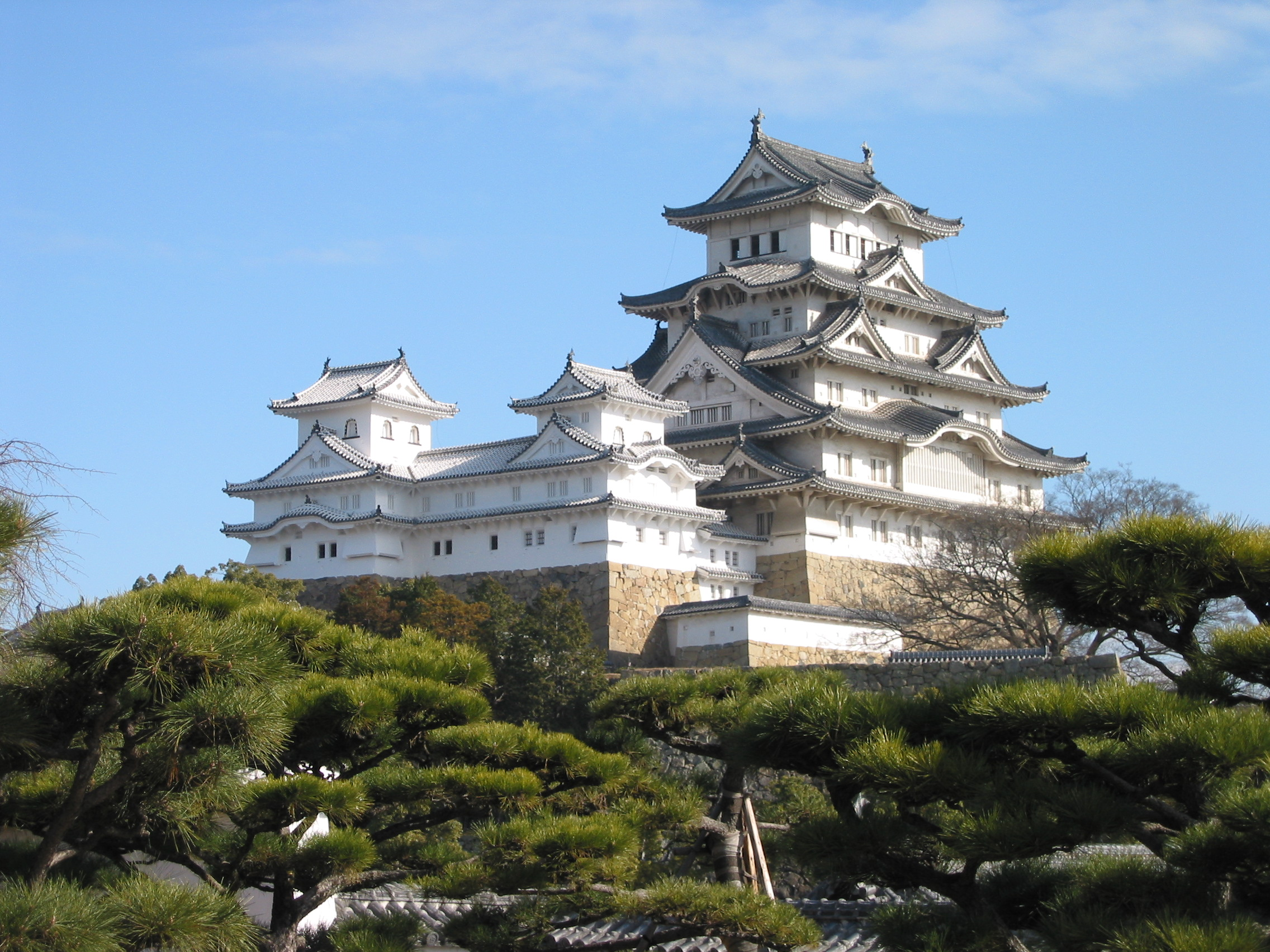
일본의 세계유산인 히메지성

- 일본의 성
  - 히메지성
  - 마쓰모토성
  - 오사카성
- 신사
  - 이세 신궁
  - 이즈모 대사
  - 우사 신궁

### 일본의 예술

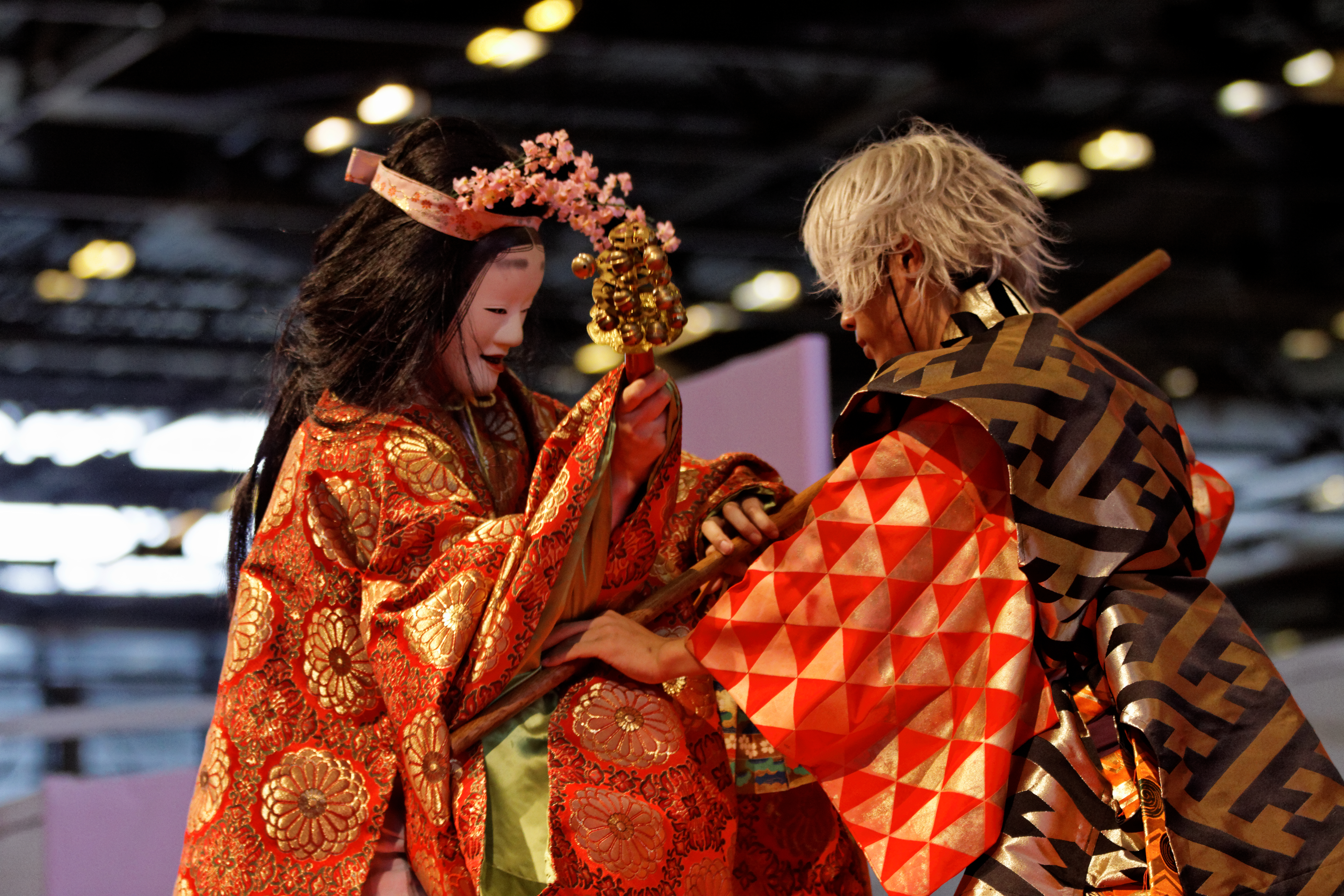
가부키

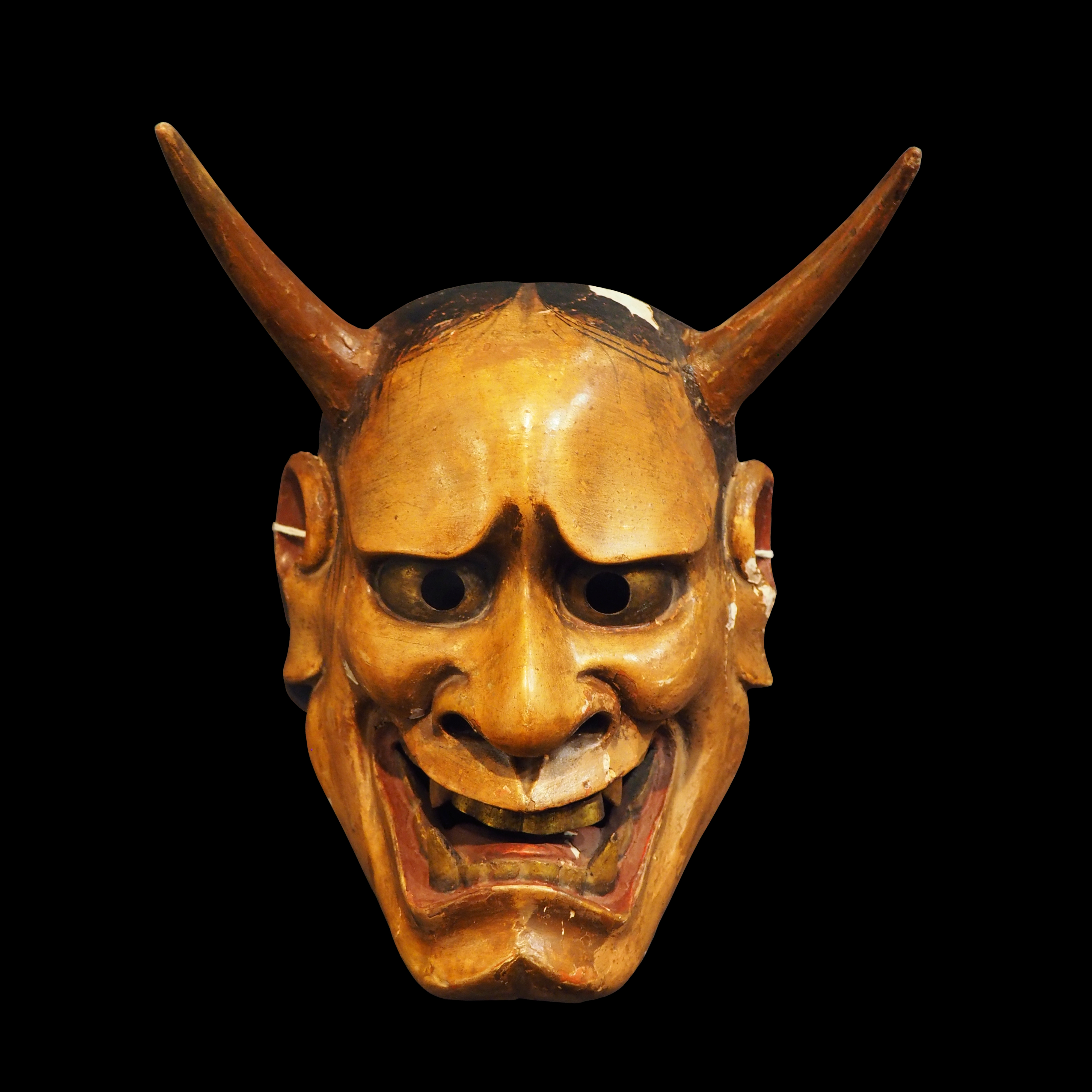
노 가면. 베른 역사 박물관 소장

- 가가미모치  •  야마토에  •  우키요에  •  이마리야키  •  일본 만화  •  자포니즘  •  종이접기
- 일본의 영화
  - 일본의 애니메이션
    - 스튜디오 지브리

  - 고레에다 히로카즈  •  구로사와 아키라  •  나루세 미키오  •  미야자키 하야오  •  미이케 다카시  •  미조구치 겐지  •  오시마 나기사  •  오즈 야스지로  •  이마무라 쇼헤이  •  키타노 타케시  •  타카하타 이사오
  - 감각의 제국  •  고지라  •  라쇼몽  •  링  •  7인의 사무라이  •  카게무샤
- 일본 문학
  - 고사기
  - 일본서기
  - 겐지모노가타리
  - 모노가타리
  - 하이쿠
  - 와카
- 일본 음악
  - 샤미센
  - 태고
  - 엔카
  - J-pop
  - 가라오케
- 일본 연극
  - 가부키
  - 분라쿠
  - 노
  - 교겐

### 일본 요리

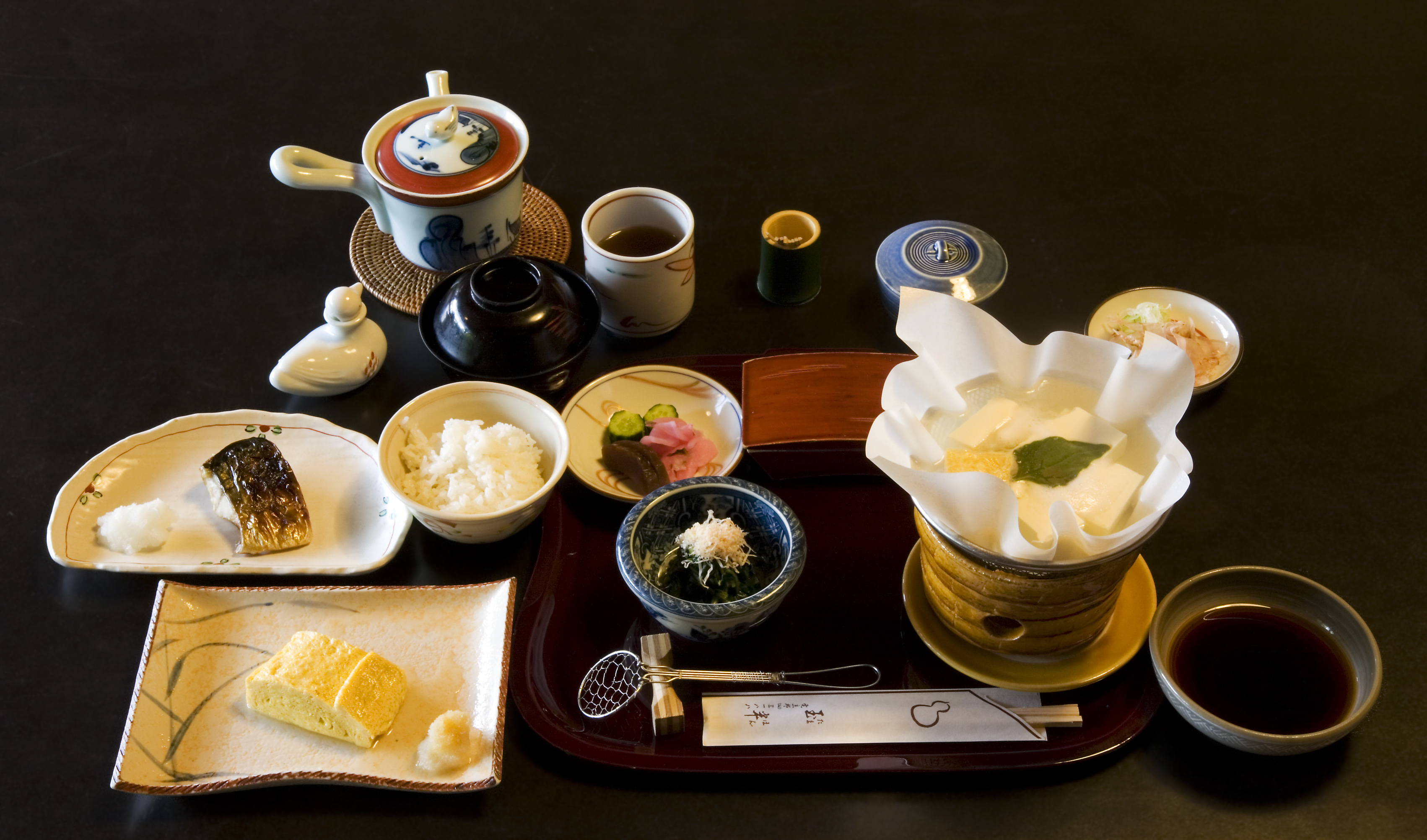
일본 정식

- 고추냉이  •  덴푸라  •  라멘  •  모찌  •  벤토  •  사시미  •  사케  •  초밥

### 일본 의상

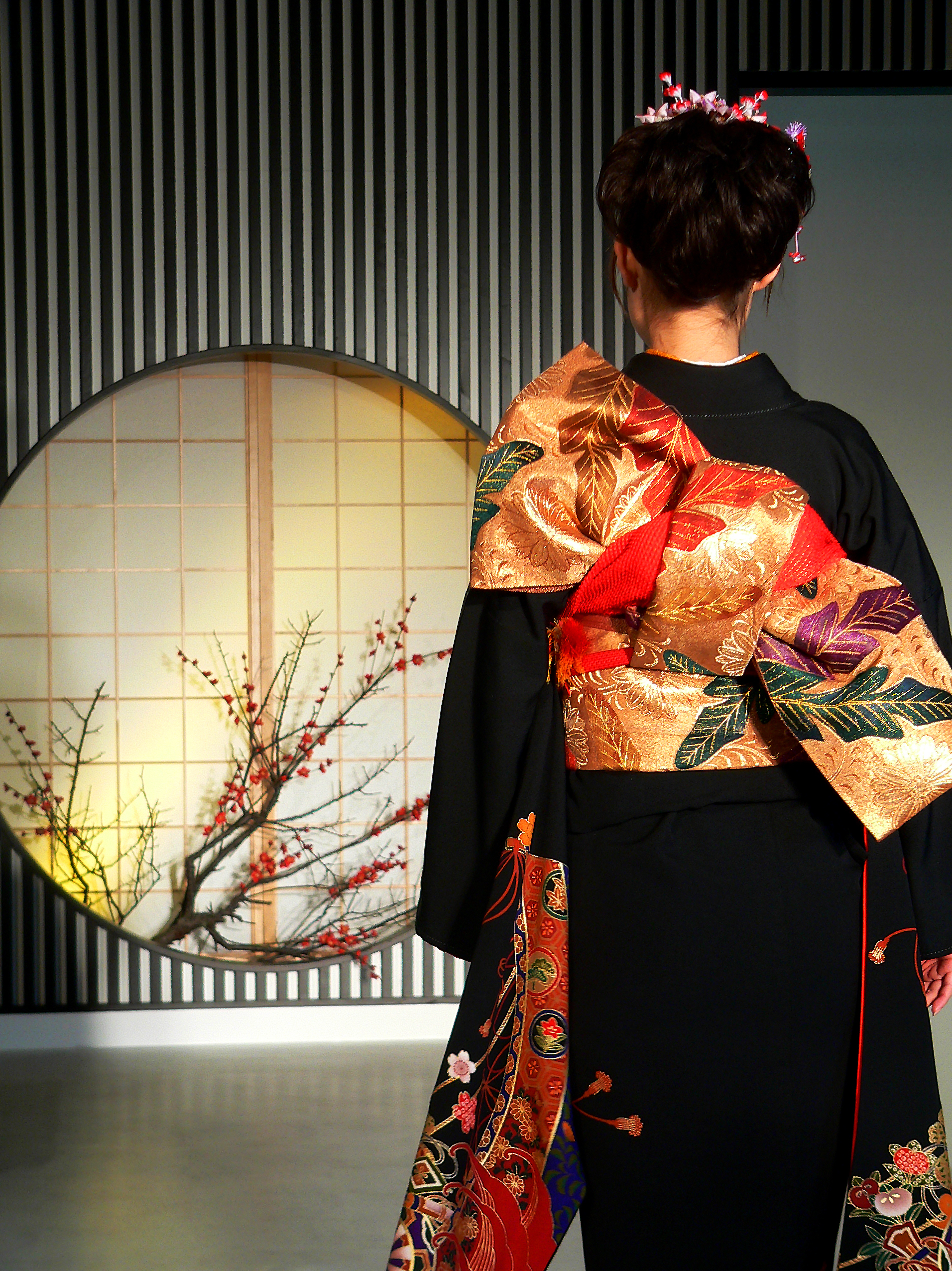
기모노를 입은 여성

- 게타
- 기모노
- 다비
  - 유카타
  - 후리소데
- 오코보
- 와라지
- 일본 교복
- 조리
- 하카마

### 일본의 공휴일과 축제
- 골든위크
  - 쇼와의 날
  - 헌법기념일
  - 녹색의 날
  - 어린이날
- 다나바타
- 오본
- 히나마쓰리
- 하나미
- 세쓰분

### 일본의 주거

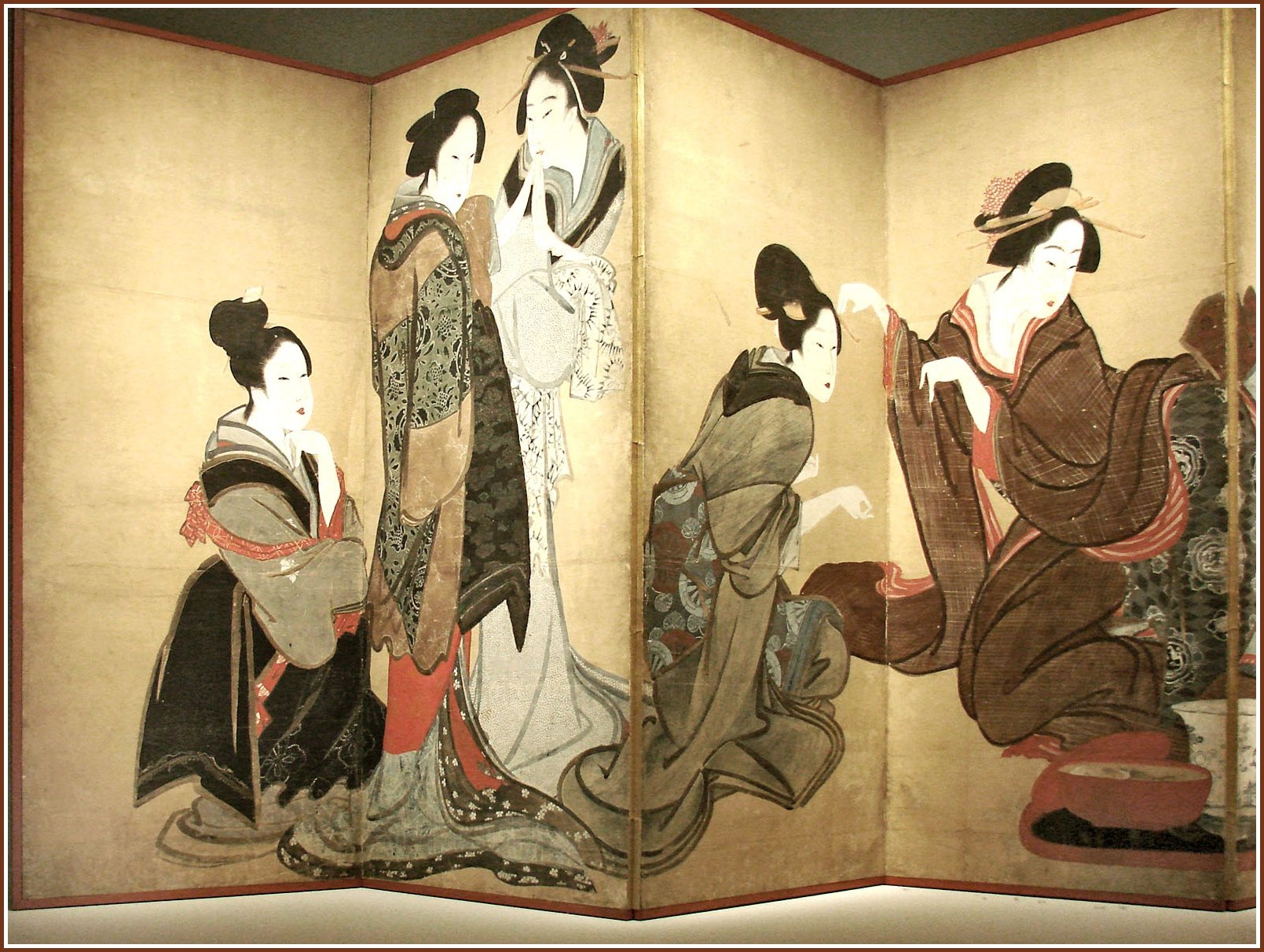
19세기에 제작된 8첩 병풍

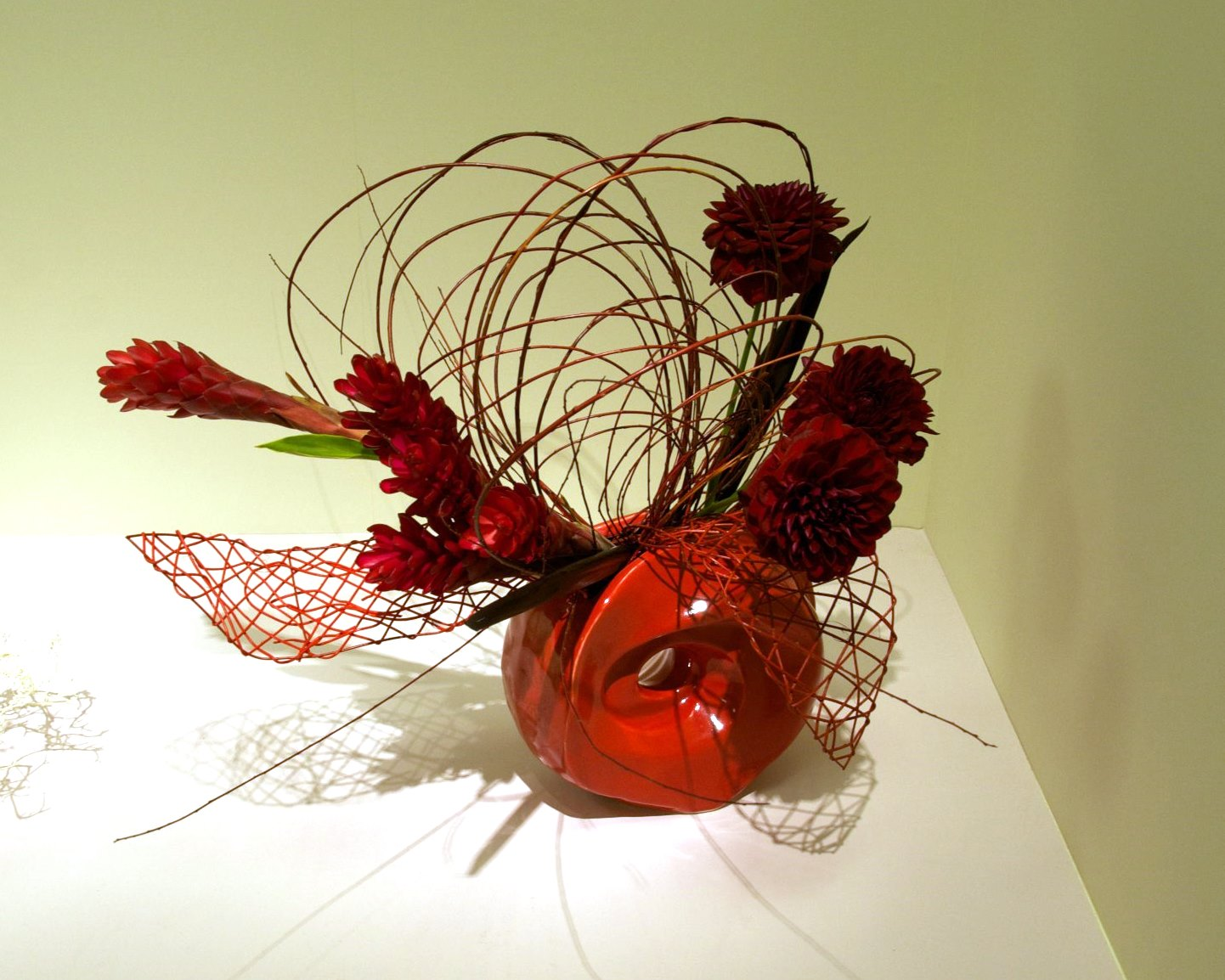
이케바나

- 가미다나
- 부쓰단
- 와시쓰
  - 다다미
  - 도코노마
  - 후스마
- 이케바나
- 코타츠

### 일본의 언어
- 일본어
  - 일본어 문법
  - 일본어 로마자 표기법
  - 역사적 가나 표기법
- 긴키 방언
- 류큐어
  - 오키나와어
  - 미야코어
  - 야에야마어
- 일본어식 영어
- 잉그리시
- 일본어의 한자
- 히라가나
- 가타카나
- 후리가나

### 일본인
- 일본 이름
- 일본계 외국인
- 일본의 민족 문제
  - 야마토 민족
  - 류큐 민족
  - 아이누
  - 부라쿠민

#### 일본의 집단

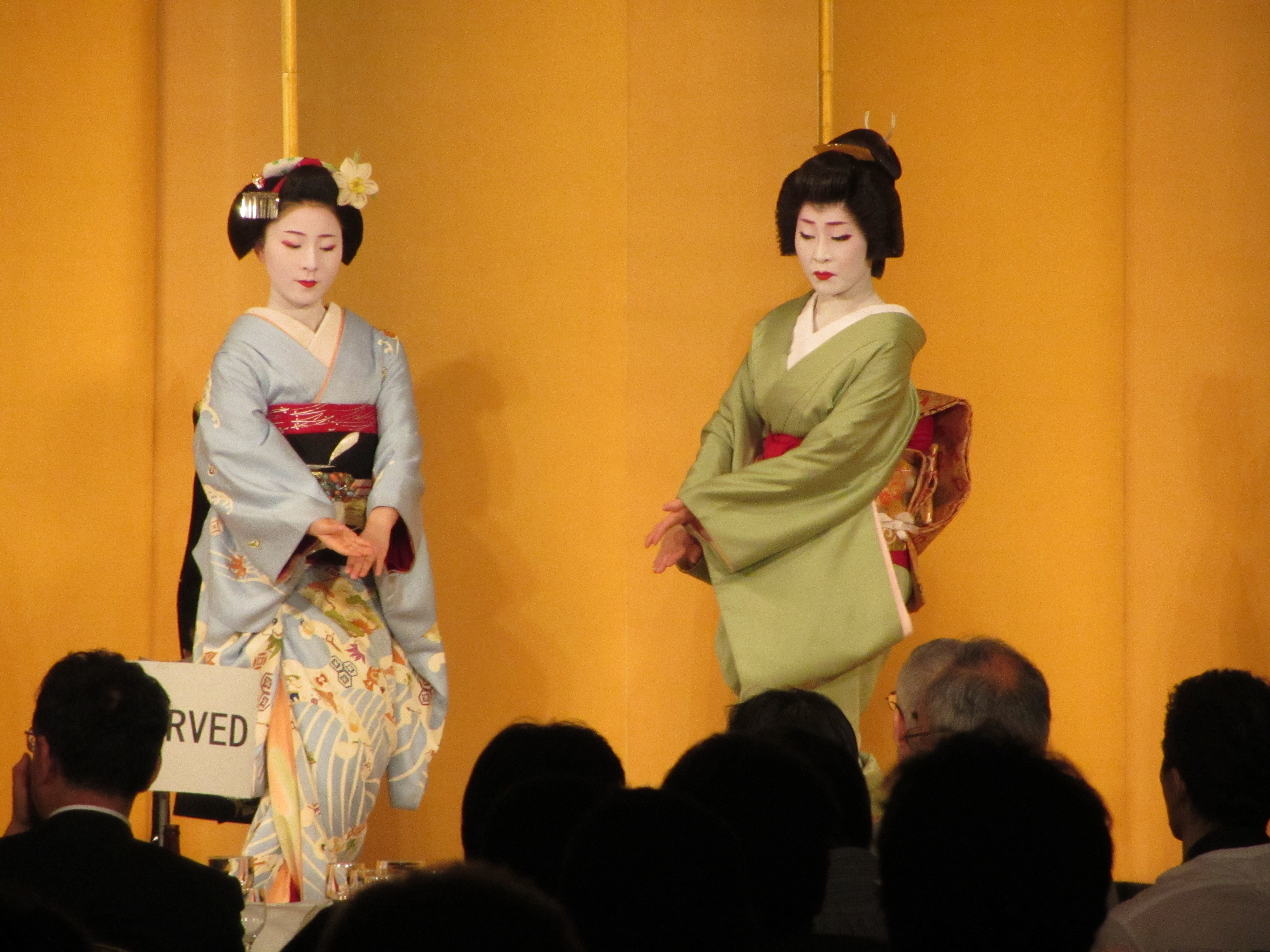
게이샤와 마이코

- 게이샤
- 부라쿠민
- 야쿠자
- 오타쿠
- 프리터
- 히키코모리

### 일본의 종교
- 신토
  - 일본 신화
- 일본의 불교
  - 일련종
  - 진언종
- 일본의 기독교
  - 일본의 개신교
  - 일본의 로마 가톨릭교회
  - 일본 정교회
- 일본의 유대교
- 일본 주자학

### 일본의 스포츠와 오락
- 검도  •  스모  •  아이키도  •  일본의 야구  •  푸로레스
- 마작  •  쇼기  •  화투

## 일본의 경제와 산업

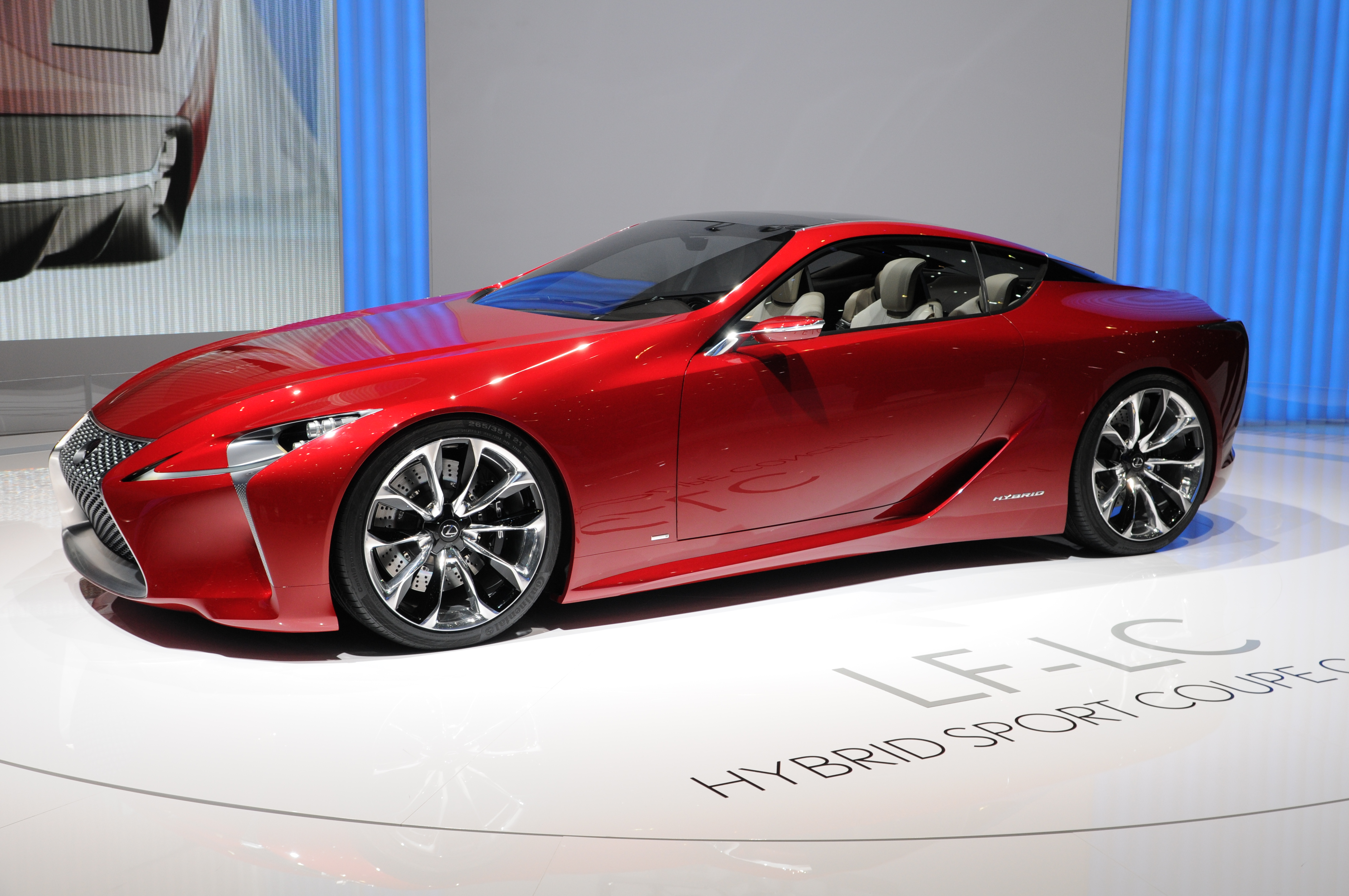
렉서스의 렉서스 LF-LC

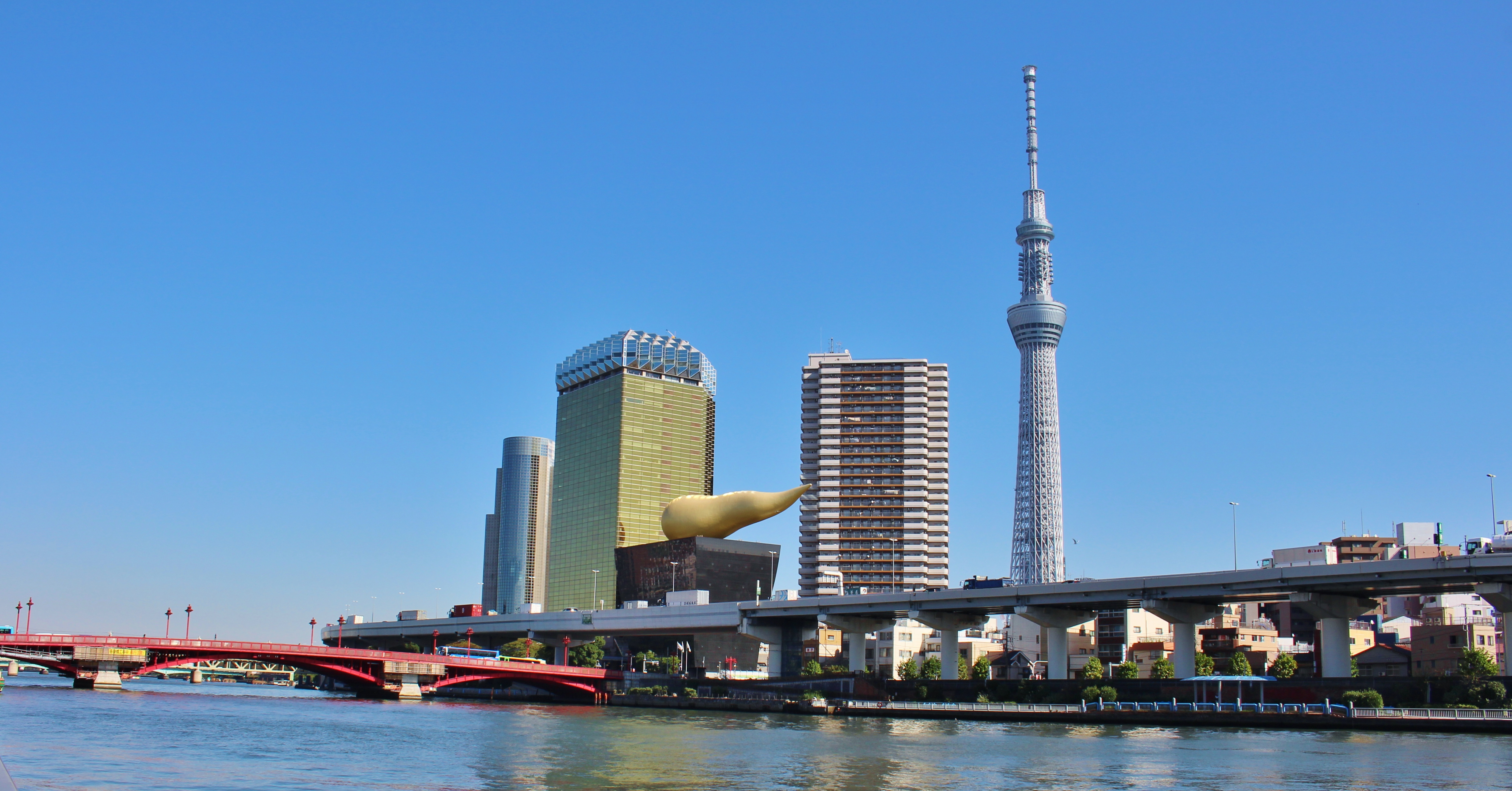
일본에서 가장 높은 건축물인 도쿄 스카이트리

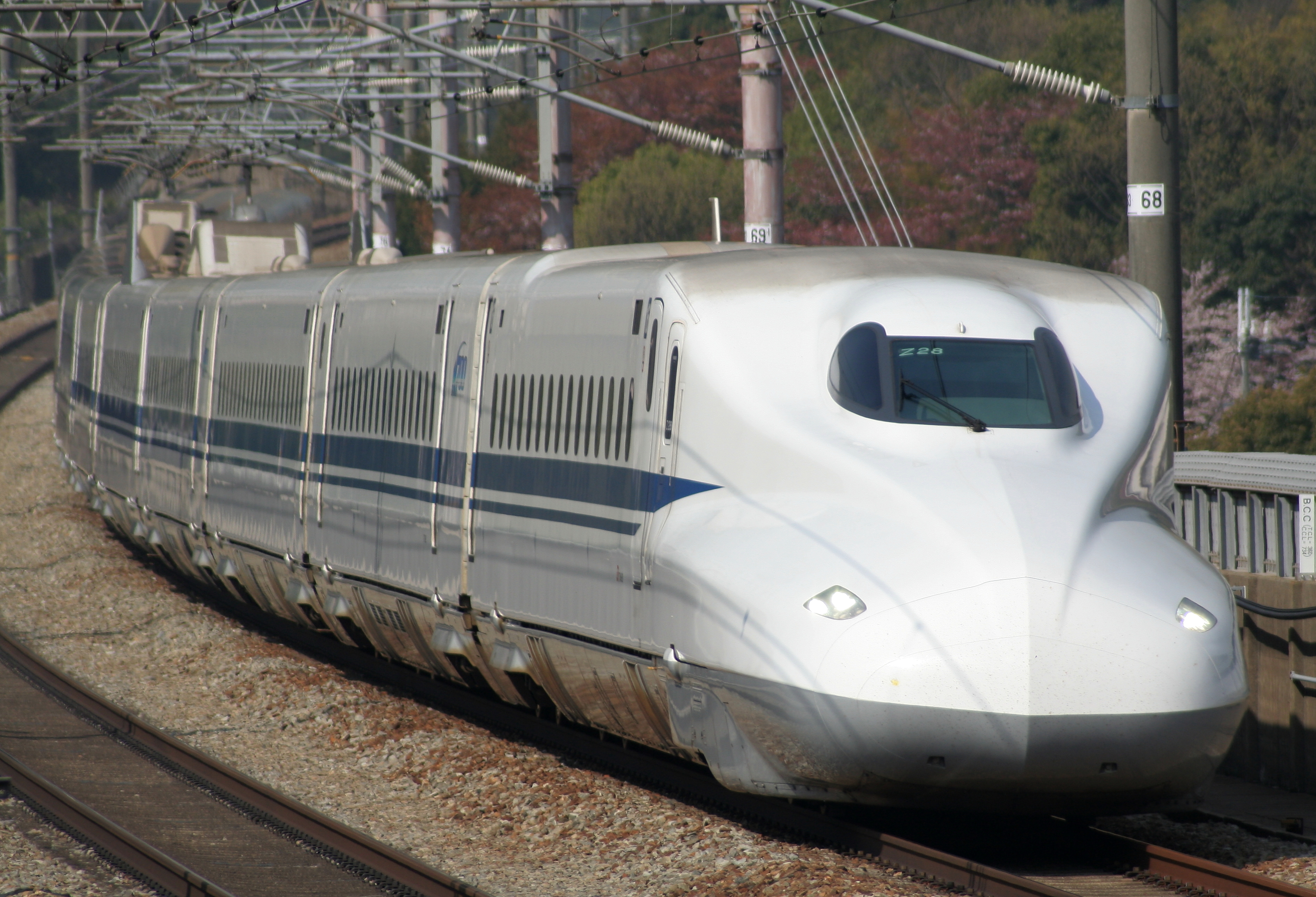
신칸센

- 통화: 일본 엔
  - ISO 4217: JPY
- 일본은행
- 일본의 경제사
- 일본의 농업
- 일본의 자동차 산업
- 일본의 건축물 및 구조물 목록
- 일본의 인터넷
- 일본의 백화점
- 일본의 원자력 발전
- 일본의 국립공원
- 일본의 비자 정책
- 일본의 교통
  - 도쿄 지하철
  - 신칸센
  - 일본의 고속도로
  - 일본의 공항 목록
  - 일본의 일반 국도
  - 일본의 철도 교통

## 일본의 교육

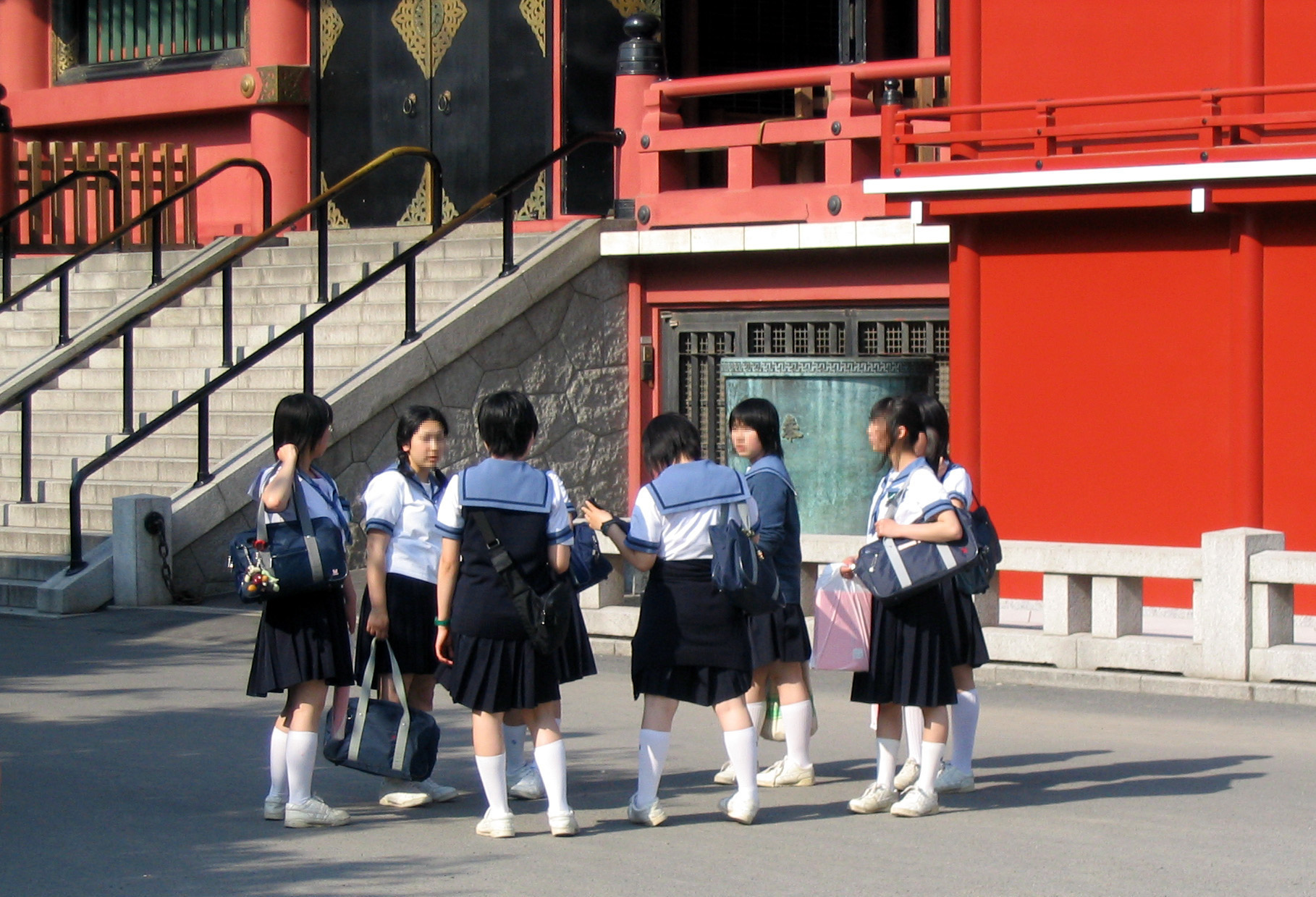
일본 교복을 입은 일본의 중학생들

- 유토리 교육
- 일본 교복
- 일본의 대학 목록
- 일본의 역사교과서 문제
- 학습숙

## 일본의 과학과 기술
- 일본 우주항공연구개발기구

## 같이 보기
- 유엔 회원국
- 일본의 관광

### 공식
- 주대한민국 일본국 대사관
- (일본어/영어) 일본 수상 관저
- (일본어/영어) 일본 궁내청
- (일본어/영어) 일본 외무성
- (일본어) 일본 내각부
- (일본어) 총무성 통계국
- (일본어) 정부 홍보 온라인
- (일본어) 국립국회도서관

### 언론
- NHK 월드 한국어판
- (일본어) 요미우리 신문 보관됨 2005-06-29 - 웨이백 머신
- (일본어) 아사히 신문
- (영어) 재팬 타임스

### 그 외
- 주일본 대한민국 대사관 보관됨 2014-07-23 - 웨이백 머신
- (영어) 론리플래닛의 정보 (일본편)
- (영어) CIA의 세계정보 (일본편) 보관됨 2020-05-17 - 웨이백 머신
- 일본국제관광진흥기구